# A-na-hàm
A-na-hàm (tiếng Phạn, Pali: anāgāmi, chữ Hán 阿那含; dịch ý là Bất hoàn, 不還) chỉ một Tỉ-khâu của Phật giáo Nguyên thủy đã đạt được cấp ba của Thánh đạo (s: āryamārga), đã giải thoát khỏi năm Trói buộc (Kết sử; s: saṃyojana). Năm Trói buộc đó là ngã kiến (bám vào cái tôi), nghi ngờ, giới cấm thủ (sự trói buộc vào giới luật), dục tham, sân hận. Kẻ đắc quả Bất hoàn không tái sinh vào thế giới này nữa.